# Carex angolensis
Carex angolensis är en halvgräsart som beskrevs av Ernest Nelmes. Carex angolensis ingår i släktet starrar, och familjen halvgräs.
Artens utbredningsområde är Angola. Inga underarter finns listade i Catalogue of Life.